# 晴斗希
晴斗希（はるとき、1998年12月14日 - ）は、日本の男性プロレスラー。大阪府大阪市出身。プロレスリング・ノア所属。血液型O型。

## 来歴
関西外国語大学卒業。2018年にメキシコでルチャドールとしてデビュー。帰国後道頓堀プロレスに入門し、2019年に再デビュー
。
2024年はプロレスリング・ノアの独自ブランド、LIMIT BREAKに定期参戦していたが、11月30日品川大会で、清宮海斗にALL REBELLION入りを直訴し加入。2025年1月1日日本武道館大会では、ダークマッチに出場。
2025年、6月1日の大阪・松原市天美我堂公民館にて9月7日の世界館大会を最後に道頓堀プロレスを退団することを発表。
8月16日の後楽園ホール大会で、プロレスリング・ノアへの入団が発表された。

## 得意技
エル･モメント･デ･ムエルテ
両腕をクロスさせた状態で放つバックフリップ。一本背負いで放つ変形バージョンもあり、それで実績、キャリアで遥かに格上の潮崎豪からフォールを奪っている。
シュババババキック

## タイトル歴
- WDW王座[5][6]
- WDWタッグ王座[5][6]
- 第2回ヤングマスター杯優勝[5][6]